# Comics Code
De Comics Code was een serie van richtlijnen waar Amerikaanse comics (stripverhalen) gedurende de tweede helft van de 20e eeuw aan moesten voldoen om in aanmerking te komen voor een keurmerk waarmee aangegeven werd dat de inhoud van de betreffende strip geschikt was voor kinderen. Naleving van de code werd gecontroleerd door de Comics Code Authority (CCA).
De code werd ingevoerd in september 1954 en bleef officieel tot 2011 bestaan, hoewel in de loop der jaren steeds meer stripuitgeverijen de code en zijn richtlijnen begonnen te negeren en de regels steeds verder versoepeld werden.

## Regels
Enkele van de voornaamste richtlijnen zoals die bij de invoering in 1954 werden opgesteld waren:
- Schurken mogen op geen enkele manier sympathiek of succesvol overkomen, noch mag een strip misdaad romantiseren.
- Het goede moet altijd winnen en de schurk moet altijd gestraft worden voor zijn daden.
- Drugsgebruik, marteling, grof geweld en bloedvergieten, lust, sadisme en seks zijn verboden
- De woorden “Horror” en “terror” mogen niet in titels van stripreeksen of verhalen worden gebruikt
- Politieagenten, rechters, overheidsfunctionarissen en andere wetsdienaren mogen nooit als corrupt, incompetent of onsympathiek worden weergegeven, noch mogen stripverhalen gebrek aan respect voor de autoriteiten aanmoedigen.
- Scènes met ondoden, vampieren, weerwolven, ghouls en kannibalisme zijn verboden.
- Geen blootscènes.
- Vrouwelijke personages moeten realistisch worden getekend, zonder uitvergrote borsten.
- Ongepast geachte seksuele thema's (zoals homoseksualiteit en pedofilie) mogen niet worden getoond of zelfs maar gesuggereerd.

## Geschiedenis
De Comics Code vond zijn oorsprong in de Comics Magazine Association of America, opgericht in 1954 naar aanleiding van toenemende bezorgdheid over de invloed die strips, met name uit het horror-genre, zouden hebben op kinderen. Onder andere psycholoog Frederic Wertham en zijn boek Seduction of the Innocent droegen hieraan bij. Mede hierom hadden ten tijde van de oprichting enkele steden in Amerika, waaronder Oklahoma City en Houston, Texas, een verbod uitgevaardigd op horror- en misdaadstrips. Charles F. Murphy, een specialist in jeugdstrafrecht, werd aangewezen als hoofd van de organisatie. Op zijn aandringen werd de Comics Code opgesteld, en de Comics Code Authority opgericht. De richtlijnen uit de code waren grotendeels gebaseerd op een nooit in gebruik genomen serie richtlijnen opgesteld door de Association of Comics Magazine Publishers in 1948, welke op hun beurt weer waren gebaseerd op de Hollywood Production Code uit 1930. Vanaf de invoering kregen strips die aan de richtlijnen van de code voldeden een keurmerk. Hoewel de Comics Code officieel niet opgedrongen kon worden aan stripauteurs, weigerden veel distributeurs nog langer strips die niet het keurmerk van de CCA hadden in de handel te brengen.
Een aantal grote uitgevers als Archie Comics en DC Comics, die zich ten tijde van de invoering al grotendeels op kinderen richtten, omarmden de code en dwongen zo hun concurrenten om hetzelfde te doen. De invoering van de code viel echter niet bij alle stripuitgeverijen in goede aarde, vooral omdat door de richtlijnen stripverhalen dermate eenvoudig werden, dat veel oudere lezers al snel interesse verloren en strips steeds meer als medium uitsluitend bedoeld voor kinderen werd gezien. Een van de uitgeverijen die het hardst door de code werd getroffen was EC Comics, daar bijna al haar titels binnen het horrorgenre vielen. Een jaar nadat de code werd ingevoerd moest EC bijna al haar titels, waaronder Crime SuspenStories, The Vault of Horror, en Tales from the Crypt, opgeven. Vanaf de jaren 60 doken er steeds meer zogenaamde Undergroundstrips op die willens en wetens de richtlijnen van de Comics Code aan hun laars lapten. Uitgeverijen als Dell Comics en Gilberton besloten reeds vanaf het begin de code niet te willen gebruiken. Geen van beide zag de verkoop van hun strips teruglopen door het gebrek aan een CCA-keurmerk.
In 1971 schreef Stan Lee in opdracht van de United States Department of Health, Education and Welfare een Spider-Man-verhaal waarin jeugdige lezers gewaarschuwd werden voor de gevaren van drugsgebruik. Dit verhaal werd met dermate veel lof ontvangen dat de CCA zich genoodzaakt zag de Comics Code te versoepelen. Zo werd een algeheel verbod op verhalen over drugsgebruik vervangen door de regel dat drugs mag, mits het altijd als iets negatiefs wordt neergezet. Tevens werd het verbod op monsters als vampieren en weerwolven herzien. Tegen de jaren 80 werden de regels omtrent het vertonen van geweld versoepeld en steeds meer uitgeverijen besloten om niet meer te proberen een keurmerk te krijgen. De ban op homoseksualiteit werd in 1989 opgeheven. Eind jaren 90 begonnen adverteerders steeds minder het wel of niet hebben van een keurmerk als richtlijn te gebruiken om te bepalen of een strip geschikt was voor hun advertenties. In 2001 deden zowel DC Comics als Marvel Comics geheel afstand van de code. 29 september 2011 kan worden beschouwd als de datum waarop de code definitief werd afgeschaft: op die dag ontving de Comic Book Legal Defense Fund van de CCA het eigendomsrecht op het keurmerk.